# Терваярви (озеро, Лахденпохский район)
Те́рвая́рви (Терва-ярви; фин. Tervajärvi) — озеро на территории Куркиёкского сельского поселения Лахденпохского района Республики Карелии.

## Общие сведения
Площадь озера — 0,9 км². Располагается на высоте 40,1 метров над уровнем моря.
Форма озера лопастная, подковообразная, продолговатая: вытянуто с северо-запада на юго-восток. Берега каменисто-песчаные, преимущественно возвышенные, местами скалистые.
С северной стороны озера вытекает река Кярхяйоки (фин. Kärhäjoki), впадающая в реку Тухринйоки, которая впадает в озеро Ихоярви. Из Ихоярви вытекает река Тервунйоки, которая впадает в Ладожское озеро.
В озере расположены три небольших острова, два из которых носят названия: Тухисконсаари (фин. Tuhiskonsaari) и Суурлуото (фин. Suurluoto).
К северу от озера располагается посёлок Терваярви, через который проходит грунтовая дорога местного значения 86К-119 («Элисенваара — госграница»).
Название озера переводится с финского языка как «смоляное озеро».
Код объекта в государственном водном реестре — 01040300211102000012967.